# Жамбалов, Цыдып Жамбалович
Цыды́п Жамба́лович Жамба́лов (бур.  Жамбалай Сэдэб; 1 марта 1931 — 11 марта 1982) — бурятский поэт-лирик, переводчик.

## Биография
Цыдып Жамбалов родился 1 марта 1931 года в улусе Южный Аргалей Агинского округа Бурят-Монгольской АССР (ныне Агинского района Забайкальского края). В 1951 году был призван в ряды Советской Армии, служил на Дальнем Востоке, уже там начал писать стихи.
Трудовую деятельность, после окончания трёх курсов Агинского педагогического училища, начинал инспектором Красной палатки окружного отдела культуры, инструктором окружного комитета комсомола.
В 1969 году окончил Высшие литературные курсы при Литературном институте им. М.Горького. Был принят в члены Союза писателей СССР.
После окончания учебы работал заместителем редактора газеты «Агинская правда».
Умер 11 марта 1982 в посёлке Агинское.

## Творчество
Первая книга стихов «Широкая дорога» вышла в Чите в 1961 году.
Автор более 10 поэтических сборников, изданных на бурятском и русском языках в Улан-Удэ, Чите, Иркутске, Хабаровске.
Широкую известность автору принесли поэтические сборники — «Наран толгой» (Солнечный косогор) (1962), «Дэлгэр сэдьхэл» (Широкая душа) (1969), «Залиршагүй наран, нугаршагүй хүн!» (Вечно солнце, человек несгибаем) (1977), «Шүлэгүүд. Дуунууд» (Стихи. Песни) (2001).
В переводе на русский язык вышли книги стихов «Широкая дорога» (Чита, 1961), «Нерушимое братство» (Иркутск, 1972), «На перехват солнца» (Иркутск, 1985).
Ц. Жамбалов известен и как детский поэт, опубликовав сборники «Ягнёнок в очках» (Чита, 1963), «Талын дунда» (В степи) (1964), «Мүрысөөн» (Соревнование) (1971, переиздана в 2011), «Шанга хөөрэлдөөн» (Серьёзный разговор) (1967).
Итоговой книгой стал поэтический сборник «На перехват солнца» (Иркутск, 1985), вышедший в серии «Сибирская лира».